# Gaetano Gambacorta
Gaetano Gambacorta, principe di Macchia (9 febbraio 1657 – Vienna, 27 gennaio 1703), è stato un nobile italiano.

## Biografia
Discendente dei pisani Gambacorta, famoso cospiratore, noto per l'omonima Congiura di Macchia, che capeggiò, ma nella quale venne coinvolto solo in un secondo momento (si trovava in Spagna a guidare una fanteria napoletana quando l'idea della congiura prese piede); questo perché si era guadagnato la propria fama di avversario del regno spagnolo dopo aver ucciso alcuni soldati spagnoli durante una lite.
La cospirazione fallì, e, nel 1701 (poco prima della sentenza del 19 ottobre, nella quale venne dichiarato nemico pubblico e colpevole del reato di fellonia), riuscì a fuggire a Vienna accolto dall'imperatore Leopoldo I.
Morì il 27 gennaio del 1703, in seguito a polmonite.